# 柏林王家旺天主教堂
王家旺聖堂，又稱柏林王家旺天主教堂，位於四川省綿陽市遊仙區柏林鎮洛水村王家灣，屬天主教成都教區。現存教堂年代判定為1913年。2012年7月16日公佈為第八批四川省文物保護單位。

## 建築
柏林王家旺天主教堂位於四川省綿陽市游仙區柏林鎮洛水村王家灣，由法國傳教士柏立山（Alexandre Perrodin）主持修建，坐東向西，由禮拜堂、神父樓和經書學院組成，呈凹字形佈置，磚木結構，小青瓦屋面，為通體白色的中西合璧哥特式建築，占地面積約6000平方米。位於教堂南側，正面兩側各有一座塔樓，中間開門3扇，門上置尖頂高窗3扇和銅質拉丁銘牌，頂立十字架。堂內呈拉丁十字，從正門兩側到東端的祭台，有兩排共18根立柱，形成三通廊式，長32.96米，寬12.56米，通高14.25米。室內兩側對稱有10扇拱形花窗枝，窗板上部嵌梅花形裝飾窗。柏林王家旺天主教堂保存完整，在西洋古典建築風格中融入眾多中國傳統建築特點，是中國近代東西文化交流的見證，具有較高的文化、藝術價值。